# Jessica Anderson
Jessica Margaret Queale Anderson (n. 25 septembrie 1916, Gayndah⁠(d), Queensland, Australia – d. 9 iulie 2010, Sydney, Noul Wales de Sud, Australia) a fost o romancieră și o nuvelistă australiană. Ea a câștigat câteva premii și a fost publicată în Marea Britanie și Statele Unite ale Americii. 

## Premii si nominalizari
- 1978: Miles Franklin Award pentru Tirra Lirra by the River
- 1978: Australian Natives' Association Premiul literar pentru Tirra Lirra by the River
- 1980: Miles Franklin Award pentru The Impersonators
- 1981: New South Wales Premier's Literary Awards, Christina Stead Prize for Fiction pentru The Impersonators
- 1987: The Age Book of the Year pentru Stories from the Warm Zone and Sydney Stories

## Opere

### Romane
- An Ordinary Lunacy (1963)
- The Last Man's Head (1970)
- The Commandant (1975)
- Tirra Lirra By the River (1978)
- The Impersonators (1980) (Publicat în SUA sub numele de The Only Daughter)
- Taking Shelter (1989)
- One of the Wattle Birds (1994)

### Colecție de nuvele
- Stories from the Warm Zone and Sydney Stories (1987)

1. 1 2  Jessica Anderson, SNAC, accesat în 9 octombrie 2017
2. 1 2  Jessica Anderson, Autoritatea BnF
3. ↑   http://www.theaustralian.com.au/news/nation/tirra-lirra-author-jessica-andersons-legacy-is-greater-than-one-book/story-e6frg6nf-1225892365149 Lipsește sau este vid: |title= (ajutor)
4. ↑  Czech National Authority Database, accesat în 1 martie 2022
5. ↑   https://www.sl.nsw.gov.au/awards/nsw-literary-awards/christina-stead-prize-fiction Lipsește sau este vid: |title= (ajutor)